# 山高昭
山高 昭（やまたか あきら、1927年 - 1993年4月18日）は、日本の翻訳家、編集者。

## 経歴
東京・赤坂生まれ。1952年、東京大学理学部化学科卒業。岩波書店に入社し、雑誌「科学」を担当し。その後、英和辞典や広辞苑の編集にも携わる。アイザック・アシモフのエッセイ集を訳したのをきっかけに、SFの翻訳をはじめる。以後25年間、編集と翻訳家の二足のワラジで活躍、主にハードSFを翻訳した。
1987年に退職し、以後翻訳に専念。主訳書にシェフィールド『星ぼしに架ける橋』、ベンフォード『星々の海をこえて』、アシモフ『見果てぬ時空』『木星買います』『アシモフ自伝』、アーサー・C・クラーク『宇宙島へ行く少年』『楽園の泉』他。 

## 訳書
- 『21世紀の報告 : 新しい探検の時代』（フレッド・ウォーショフスキー、早川書房、ハヤカワ・ノンフィクション) 1969
- 『太陽神降臨』（フィリップ・ホセ・ファーマー、早川書房 1972、ハヤカワ・SF・シリーズ) 、のち文庫
- 『地獄の新地図』（キングズリイ・エイミス、早川書房） 1979
- 『創世記機械』（ジェイムズ・P・ホーガン、東京創元社、創元推理文庫） 1981
- 『星ぼしに架ける橋』（チャールズ・シェフィールド、早川書房、ハヤカワ文庫SF） 1982
- 『未来の二つの顔 』（ジェイムズ・P・ホーガン、東京創元社、創元推理文庫） 1983
- 『デイヴィッド王の宇宙船』（ジェリイ・パーネル、早川書房、ハヤカワ文庫SF） 1984
- 『ニムロデ狩り』（チャールズ・シェフィールド、東京創元社、創元推理文庫） 1988
- 『悪夢の並行世界』上・下（マイクル・P・キュービー=マクダウエル、早川書房、ハヤカワ文庫SF） 1989
- 『星々へのキャラバン』上・下（マイクル・P・キュービー=マクダウエル、早川書房、ハヤカワ文庫SF） 1991

### アイザック・アシモフ作品
- 『空想自然科学入門』（アイザック・アシモフ、小尾信弥共訳、早川書房、ハヤカワ・ライブラリー)　1968、のち文庫
- 『生命と非生命のあいだ』（アイザック・アシモフ、早川書房、ハヤカワ・ライブラリー) 1968、のち文庫
- 『時間と宇宙について』（アイザック・アシモフ、早川書房、ハヤカワ・ライブラリ) 1968、のち文庫
- 『アシモフ選集 化学編 第1 宇宙をつくる元素』（アイザック・アシモフ、崎川範行監修、共立出版） 1970
- 『わが惑星、そは汝のもの : 空想自然科学入門』（アイザック・アシモフ、早川書房） 1973、のちハヤカワ文庫NF 1979
- 『地球から宇宙へ』（アイザック・アシモフ、早川書房、ハヤカワ文庫NF) 1978
- 『アシモフ自伝 1』（早川書房） 1983
- 『アシモフ自伝 2』（早川書房） 1985
- 『木星買います』（アイザック・アシモフ、早川書房、ハヤカワ文庫SF) 1985
- 『たった一兆』（アイザック・アシモフ、早川書房、ハヤカワ文庫NF) 1985
- 『存在しなかった惑星』（アイザック・アシモフ、早川書房、ハヤカワ文庫NF) 1986
- 『未知のX』（アイザック・アシモフ、早川書房、ハヤカワ文庫NF) 1986
- 『素粒子のモンスター』（アイザック・アシモフ、早川書房、ハヤカワ文庫NF、アシモフの科学エッセイ11) 1987
- 『真空の海に帆をあげて』（アイザック・アシモフ、早川書房、ハヤカワ文庫NF、アシモフの科学エッセイ12) 1988
- 『見果てぬ時空』（アイザック・アシモフ、早川書房、ハヤカワ文庫NF、アシモフの科学エッセイ13) 1989
- 『人間への長い道のり』（アイザック・アシモフ、早川書房、ハヤカワ文庫NF、アシモフの科学エッセイ14) 1991
- 『宇宙の秘密』（アイザック・アシモフ、早川書房、ハヤカワ文庫NF、アシモフの科学エッセイ15) 1992
- 『まあその辺の大きさだ :「空想自然科学入門」より』（アイザック・アシモフ、赤木かん子編、小尾信彌共訳、ポプラ社、ポプラ・ブック・ボックス 指輪の巻13） 2008

### アーサー・C・クラーク作品
- 『宇宙文明論』（アーサー・C・クラーク、早川書房、ハヤカワ・ライブラリー) 1965
- 『都市と星』（アーサー・C・クラーク、真木進訳[1]、早川書房、ハヤカワ・SF・シリーズ） 1966 のち文庫
- 『天の向こう側』（アーサー・C・クラーク、共訳、早川書房） 1969
- 『宇宙への序曲』（アーサー・C・クラーク、早川書房、ハヤカワ・SF・シリーズ) 1972、のち文庫
- 『太陽からの風』（アーサー・C・クラーク、伊藤典夫共訳、早川書房、ハヤカワ文庫SF） 1978
- 『地球帝国』（アーサー・C・クラーク、早川書房、海外SFノヴェルズ） 1978、のち文庫
- 『楽園の泉』（アーサー・C・クラーク、早川書房、海外SFノヴェルズ） 1980、のち文庫
- 『天の向こう側』（アーサー・C・クラーク、早川書房、ハヤカワ文庫SF） 1984
- 『宇宙島へ行く少年』（アーサー・C・クラーク、早川書房、ハヤカワ文庫SF） 1986
- 『明日にとどく』（アーサー・C・クラーク、共訳、早川書房、ハヤカワ文庫SF） 1986
- 『遥かなる地球の歌』（アーサー・C・クラーク、早川書房、海外SFノヴェルズ） 1987、のち文庫
- 『2061年宇宙の旅』（アーサー・C・クラーク、早川書房、海外SFノヴェルズ） 1988、のち文庫
- 『星々の揺籃』（アーサー・C・クラーク,ジェントリー・リー、早川書房、海外SFノヴェルズ） 1989、のち文庫
- 『楽園の日々 : アーサー・C・クラーク自伝』（A.C.クラーク、早川書房） 1990、のち改題して文庫『楽園の日々 : アーサー・C・クラークの回想』
- 『悠久の銀河帝国』（アーサー・C・クラーク,グレゴリイ・ベンフォード、早川書房、海外SFノヴェルズ） 1991、のち文庫
- 『宇宙のランデヴー 2』（アーサー・C・クラーク,ジェントリー・リー、早川書房、海外SFノヴェルズ） 1991、のち文庫
- 『グランド・バンクスの幻影』（アーサー・C・クラーク、早川書房、海外SFノヴェルズ） 1992、のち文庫
- 『宇宙のランデヴー 3』（アーサー・C・クラーク,ジェントリー・リー、早川書房、海外SFノヴェルズ） 1993、のち文庫

### グレゴリイ・ベンフォード作品
- 『夜の大海の中で』（グレゴリイ・ベンフォード、早川書房、海外SFノヴェルズ)  1979、のち文庫
- 『タイムスケープ』（グレゴリイ・ベンフォード、早川書房、海外SFノヴェルズ)  1982、のち文庫
- 『アレフの彼方』（グレゴリイ・ベンフォード、早川書房、ハヤカワ文庫SF) 1984
- 『星々の海をこえて』（グレゴリイ・ベンフォード、早川書房、ハヤカワ文庫SF) 1986
- 『木星プロジェクト』（グレゴリイ・ベンフォード、早川書房、ハヤカワ文庫SF)1988
- 『彗星の核へ』（グレゴリイ・ベンフォード,デイヴィッド・ブリン、早川書房、ハヤカワ文庫SF) 1988
- 『大いなる天上の河』（グレゴリイ・ベンフォード、早川書房、ハヤカワ文庫SF) 1989
- 『時空と大河のほとり』（グレゴリイ・ベンフォード、共訳、早川書房、ハヤカワ文庫SF) 1990
- 『シヴァ神降臨』上・下 （グレゴリイ・ベンフォード,ウィリアム・ロツラー、早川書房、ハヤカワ文庫SF、海外SFノヴェルズ) )  1990
- 『光の潮流』上・下 （グレゴリイ・ベンフォード、早川書房、ハヤカワ文庫SF) 1990
- 『時の迷宮』上・下 （グレゴリイ・ベンフォード、早川書房、ハヤカワ文庫SF) 1990

### ロバート・L・フォワード作品
- 『竜の卵』（ロバート・L・フォワード、早川書房、ハヤカワ文庫SF) 1982
- 『ロシュワールド』（ロバート・L・フォワード、早川書房、ハヤカワ文庫SF) 1985
- 『スタークエイク』（ロバート・L・フォワード、早川書房、ハヤカワ文庫SF) 1987
- 『火星の虹』（ロバート・L・フォワード、早川書房、ハヤカワ文庫SF) 1992